# Eccrita mirabilis
Eccrita mirabilis là một loài bướm đêm trong họ Erebidae.